# Westerwolde
Westerwolde è una municipalità dei Paesi Bassi di circa 25.000 abitanti situata nella provincia di Groninga. È stata istituita il 1º gennaio 2018 dall'unione dei precedenti comuni di Bellingwedde e Vlagtwedde. La municipalità non ha una capitale, ma ci sono municipi a Sellingen e Wedde.